# مركز إيداع الأوراق المالية
مركز إيداع الأوراق المالية أو مركز إيداع (بالإنجليزية: Securities Depository Center Company) وهي الجهة الوحيدة في السعودية المخولة بإيداع الأوراق المالية المتداولة في السوق المالية السعودية وتسجيل ونقل ملكيتها والقيام بأعمال التسوية والمقاصة.
كان المركز إدارة تتبع لهيئة السوق المالية السعودية ثم تحولت إلى شركة مقفلة ومملوكة بشكل كامل لتداول في عام 2016 برأس مال يبلغ 400 مليون ريال سعودي ومقرها مدينة الرياض . 

## مهام المركز
- فتح محافظ الإستثمار وتسجيلها في نظام الإيداع والتسوية.
- تسجيل وإيداع ونقل ملكية الأوراق المتداولة.
- تقييد ملكية الأوراق المالية المودعة.
- الارتباط مع أعضاء السوق بنظام الإيداع والتسوية.
- حفظ سجلات مصدري الأوراق المتداولة وإدارتها وتنظيم الجمعيات العامة لهم.[4]